# Тысячелистник таволговый
Тысячелистник таволговый (лат. Achillea filipendulina) — многолетнее травянистое растение, вид рода Тысячелистник (Achillea) семейства Астровые (Asteraceae).

## Ботаническое описание
Растение высотой до 120 см. Листья серовато-зеленые, ажурные, перисто-раздельные. Цветочные корзинки до собраны в плоские, плотные щитки до 13 см в поперечнике. Краевые цветки однорядные, золотисто-желтые, трубчатые — желтые. Цветет с июля по август. Семена созревают в августе-сентябре. Сорта отличаются окраской соцветия (серно-желтые, золотые, золотисто-желтые и другие), а также высотой растения (от 20 до 150 см).

## Распространение

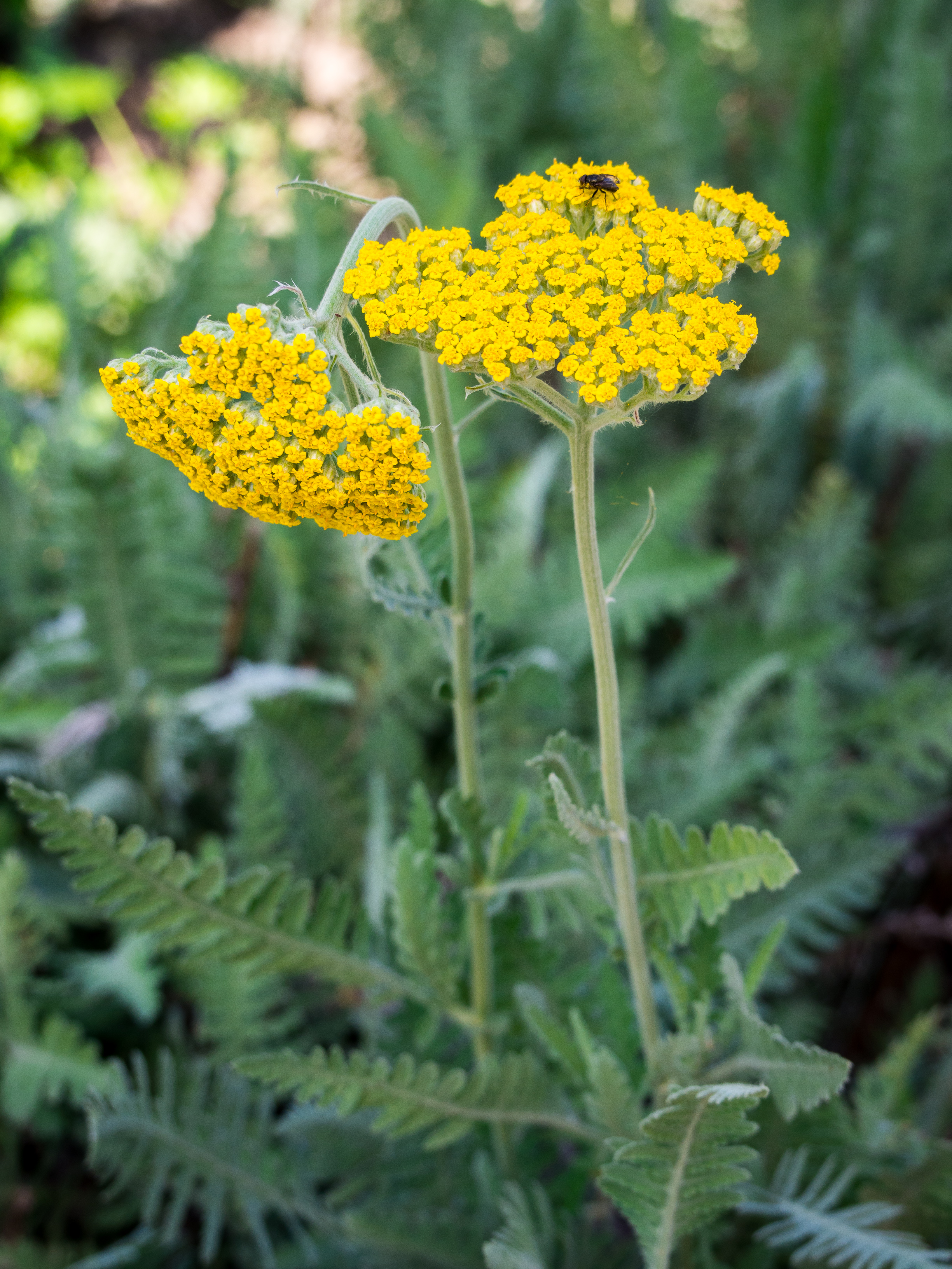
Соцветия

В природе встречается на Кавказе. Растет на галечниках в долинах рек, каменистых, глинистых, глинисто-песчаных почвах, у родников, арыков, ручьев, на залежах, открытых сухих склонах, полянах, опушках горных лесов и зарослях кустарников.

## Применение
В Средней Азии надземную часть используют при болезнях сердца, желудка, при геморрое. Настой и сумма флавоноидов из листьев и соцветий оказывают мочегонное действие. Отвар соцветий пьют как болеутоляющее при головных болях. Эфирное масло из соцветий оказывает антибактериальное и антифунгальное действие.
Надземная часть — популярная в пищевой промышленности пряность. Эфирное масло надземной части испытано и рекомендовано для производственной ароматизации безалкогольных напитков и карамели. В Таджикистане молодые стебли едят как овощ. Эфирное масло из соцветий может быть рекомендовано как ароматизатор для парфюмерно-косметической промышленности.